# Ippocrate il Vecchio
Ippocrate, della famiglia degli Alcmeonidi (in greco antico: ʽΙπποκράτης?, Hippokrátēs; circa 555-556 a.C.), è stato un politico greco antico, figlio di Megacle e di Agariste di Sicione, oltre che fratello del politico ateniese Clistene.

## Biografia
Nacque presumibilmente attorno al 555-556 a.C., quando il padre era un alleato di Pisistrato; il nome fu scelto in onore dell'omonimo padre del tiranno.
Verso il 546 a.C. sembra che la sua famiglia, gli Alcmeonidi, sia stata espulsa e che si sia rifugiata a Delfi. Poté fare ritorno con la morte di Pisistrato nel 527 a.C.; come possibile segno di riconciliazione, Ippocrate sposò la figlia di Ippia, dalla quale ebbe due figli: Megacle (detto IV) – ostracizzato nel 487/486 a.C. – e Agariste, che fu sposa di Santippo e madre di Pericle.
Nel 514 a.C., dopo l'omicidio di Ipparco, gli Alcmeonidi furono nuovamente espulsi. Ippocrate divorziò verso circa il 511 a.C. ed è possibile che abbia sposato sua nipote, figlia di Arifrone e sorella di Santippo, dalla quale ebbe Santippo, Arconte eponimo nel 479/478 a.C..
Nel 488/487 a.C. fu nuovamente colpito dall'ostracismo, probabilmente a causa dell'atteggiamento filo-persiano attribuito alla sua famiglia.
Pindaro dedica a Ippocrate una nēnia funebre di cui rimane un frammento (fr. 137). Inoltre, Pindaro lo cita nella settima Ode Pitia, dedicata al figlio Megacle; con tono più intimo rispetto alla maggior parte delle precedenti, si deduce che l'autore conosca personalmente Meglacle, la sua famiglia e che sia in amicizia con lui.

## Albero genealogico
Ricostruzione dell'albero genealogico secondo quanto riportato nelle Storie di Erodoto:
|         |         |         |         |         |         |           |           |           |           |           |           |          |          |          |          |          |          |  |  |  |  | Clistene di Sicione |                     |                     |                     |                     |                     |  |  |  |  |  |  |  |  |  |  |  |  |
|         |         |         |         |         |         |           |           |           |           |           |           |          |          |          |          |          |          |  |  |  |  |                     |                     |                     |                     |                     |                     |  |  |  |  |  |  |  |  |  |  |  |  |
|         |         |         |         |         |         | Megacle   | Megacle   | Megacle   | Megacle   | Megacle   | Megacle   |          |          |          |          |          |          |  |  |  |  | Agariste di Sicione | Agariste di Sicione | Agariste di Sicione | Agariste di Sicione | Agariste di Sicione | Agariste di Sicione |  |  |  |  |  |  |  |  |  |  |  |  |
|         |         |         |         |         |         | Megacle   | Megacle   | Megacle   | Megacle   | Megacle   | Megacle   |          |          |          |          |          |          |  |  |  |  | Agariste di Sicione | Agariste di Sicione | Agariste di Sicione | Agariste di Sicione | Agariste di Sicione | Agariste di Sicione |  |  |  |  |  |  |  |  |  |  |  |  |
|         |         |         |         |         |         |           |           |           |           |           |           |          |          |          |          |          |          |  |  |  |  |                     |                     |                     |                     |                     |                     |  |  |  |  |  |  |  |  |  |  |  |  |
|         |         |         |         |         |         |           |           |           |           |           |           |          |          |          |          |          |          |  |  |  |  |                     |                     |                     |                     |                     |                     |  |  |  |  |  |  |  |  |  |  |  |  |
|         |         |         |         |         |         |           |           |           |           |           |           |          |          |          |          |          |          |  |  |  |  |                     |                     |                     |                     |                     |                     |  |  |  |  |  |  |  |  |  |  |  |  |
|         |         |         |         |         |         | Ippocrate | Ippocrate | Ippocrate | Ippocrate | Ippocrate | Ippocrate |          |          |          |          |          |          |  |  |  |  | Clistene            | Clistene            | Clistene            | Clistene            | Clistene            | Clistene            |  |  |  |  |  |  |  |  |  |  |  |  |
|         |         |         |         |         |         | Ippocrate | Ippocrate | Ippocrate | Ippocrate | Ippocrate | Ippocrate |          |          |          |          |          |          |  |  |  |  | Clistene            | Clistene            | Clistene            | Clistene            | Clistene            | Clistene            |  |  |  |  |  |  |  |  |  |  |  |  |
|         |         |         |         |         |         |           |           |           |           |           |           |          |          |          |          |          |          |  |  |  |  |                     |                     |                     |                     |                     |                     |  |  |  |  |  |  |  |  |  |  |  |  |
| Megacle | Megacle | Megacle | Megacle | Megacle | Megacle |           |           |           |           |           |           | Agariste | Agariste | Agariste | Agariste | Agariste | Agariste |  |  |  |  |                     |                     |                     |                     |                     |                     |  |  |  |  |  |  |  |  |  |  |  |  |
| Megacle | Megacle | Megacle | Megacle | Megacle | Megacle |           |           |           |           |           |           | Agariste | Agariste | Agariste | Agariste | Agariste | Agariste |  |  |  |  |                     |                     |                     |                     |                     |                     |  |  |  |  |  |  |  |  |  |  |  |  |
|         |         |         |         |         |         |           |           |           |           |           |           | Pericle  |          |          |          |          |          |  |  |  |  |                     |                     |                     |                     |                     |                     |  |  |  |  |  |  |  |  |  |  |  |  |